# Парыгин, Юрий Васильевич
Юрий Васильевич Пары́гин (12 марта 1940, Москва — 3 февраля 2016, Королёв, Московская область) — советский и российский спортсмен (хоккей с мячом, футбол), тренер. Мастер спорта СССР (1961). Заслуженный тренер РСФСР (хоккей с мячом — 1989).

## Карьера

### Игровая
Заниматься хоккеем с мячом начал в 1953 году в Москве в детской команде «Искра», с 1955 года — в юношеских командах «Буревестника».
В сезоне 1957/58 дебютировал на взрослом уровне за «Буревестник», представляющий класс «А» чемпионата СССР. В составе команды стал третьим призёром чемпионата СССР.
В следующем сезоне был в составе московского «Динамо», но на лёд вышел лишь в одном матче.
С 1959 по 1963 год выступал за СКА (Хабаровск).
В 1964—1969 годах выступает за алма-атинское «Динамо», в составе которого дважды становится бронзовым призёром чемпионата СССР.
С 1969 года и до завершения игровой карьеры в 1982 году играл за подмосковные команды из Красногорска («Зоркий»), Калининграда («Вымпел») и Балашихи («Криогенмаш»).
На протяжении многих лет был ведущим игроком команд «Вымпел» и «Динамо» (Алма-Ата).
В чемпионатах СССР провёл 376 матчей, забил 44 мяча («Буревестник» — 15; 0; «Динамо» (Москва) — 1; 0; СКА (Хабаровск) — 69; 0; «Динамо» (Алма-Ата) — 117; 12; «Зоркий» — 25; 4; «Вымпел» — 149; 28).
В футбол играл в дубле московского «Динамо» (1958, 1959), в хабаровском СКА (1960, 1961), «Кайрате» (1963—1965). 26.07.1959 года сыграл один матч в юношеской сборной СССР против Болгарии.

### Тренерская
Старший тренер клубной (играющий), детских команд (1972—1975) и школы «Вымпела» (февраль 1980—1989, с октября 1990). Под его руководством детская команда «Алые паруса» стала победителем (1973) и вторым призёром (1975) турниров «Плетёный мяч».
С 1975 по январь 1980 года (играющий), с 1989 по октябрь 1990 года был главным тренером «Вымпела».
Среди его воспитанников — чемпионы мира по хоккею с мячом Александр Цыганов, Сергей Зимин и Сергей Селеверстов (среди юношей - до 16 лет).
Алексей Котельников в составе московского «Динамо» стал чемпионом России 2006 года, а также серебряным призёром чемпионата России 2011 года. 3-кратный победитель Кубка России (сезоны 2005/06, 2006/07, 2010/11).

## Достижения
Бронзовый призёр чемпионата СССР: 1958, 1966, 1967 

 Серебряный призёр Спартакиады народов РСФСР: 1961 (в составе сборной Хабаровского края)
- В списке 22-х (33-х) лучших игроков сезона (3): 1968, 1969, 1971